# 61e cérémonie des Golden Horse Film Festival and Awards
La 61e cérémonie des Golden Horse Film Festival and Awards se déroule le 23 novembre 2024 au Taipei Music Center (en) à Taipei, Taïwan. Organisé par le Taipei Golden Horse Film Festival Executive Committee, ces prix récompensent les meilleurs films en  langue chinoise de 2023 et 2024.
Le film Chroniques chinoises de Lou Ye remporte les prix du meilleur film et de la meilleure réalisation,.

## Palmarès

### Meilleur film
- Chroniques chinoises de Lou Ye
  - Tout ira bien de Ray Yeung
  - Stranger Eyes de Yeo Siew Hua (en)
  - Dead Talents Society (en) de John Hsu (filmmaker) (en)
  - Bel Ami de Jun Geng

### Meilleur réalisateur
- Lou Ye pour Chroniques chinoises
  - Ray Yeung pour Tout ira bien
  - Yeo Siew Hua (en) pour Stranger Eyes
  - John Hsu (filmmaker) (en) pour Marry My Dead Body
  - Jun Geng pour Bel Ami

### Meilleur acteur
- Zhang Zhiyong pour Bel Ami
  - Jason King pour A Journey in Spring
  - Chang Chen pour The Embers (film) (en)
  - Neo Yau (en) pour The Way We Talk
  - Wanlop Rungkumjad pour Mongrel (en)

### Meilleure actrice
- Chung Suet Ying (en) pour The Way We Talk
  - Patra Au pour Tout ira bien
  - Kimi Hsia (en) pour Yen and Ai-Lee (en)
  - Sylvia Chang pour Daughter's Daughter (en)
  - Sandra Ng pour Love Lies (en)

### Meilleur acteur dans un second rôle
- Shih Ming-shuai (en) pour GATAO: Like Father Like Son

### Meilleure actrice dans un second rôle
- Yang Kuei-mei pour Yen and Ai-Lee (en)

### Meilleur nouveau réalisateur
- Chiang Wei-liang et Yin You-qiao pour Mongrel (en)

### Meilleur nouvel interprète
- Feifei Cheng pour BIG

### Meilleur scénario original
- Huang Xi (en) pour Daughter's Daughter (en)

### Meilleur scénario adapté
- Wang Xiaoshuai pour Above the Dust

### Meilleure photographie
- Wang Weihua pour Bel Ami

### Meilleur montage
- Chen Hoping pour Bel Ami

### Meilleure musique originale
- Thomas Foguenne pour Stranger Eyes

### Meilleurs maquillages et costumes
- Lore Shih pour Dead Talents Society (en)

### Meilleure direction artistique
- Wang Chih-cheng et Liang Shuo-lin pour Dead Talents Society (en)

### Meilleur son
- Chen Yi-ling, Eddie Huang et Yannick Dauby pour From Island to Island

### Meilleure chorégraphie d'action
- Teddy Ray Huang pour Dead Talents Society (en)

### Meilleurs effets spéciaux
- Tomi Kuo et Chiu Chun-yi pour Dead Talents Society (en)

### Prix du public
- Bel Ami de Jun Geng

### Prix FIPRESCI
- Some Rain Must Fall de Qiu Yang

### Outstanding Taiwanese Filmmaker of the Year
- Li Si-jian

### Lifetime Achievement Award
- Cheng Pei-pei
- Lin Wen-chin